# Haemulon scudderii
Haemulon scudderii és una espècie de peix de la família dels hemúlids i de l'ordre dels perciformes.

## Morfologia
Els mascles poden assolir els 35 cm de longitud total.

## Distribució geogràfica
Es troba des de Mèxic fins a l'Equador, incloent-hi les illes Galápagos.